# Cyperus trichodes
Cyperus trichodes là loài thực vật có hoa trong họ Cói. Loài này được Griseb. mô tả khoa học đầu tiên năm 1864.